# Nephelium cuspidatum
Nephelium cuspidatum är en kinesträdsväxtart som beskrevs av Carl Ludwig von Blume. Nephelium cuspidatum ingår i släktet Nephelium och familjen kinesträdsväxter.

## Underarter
Arten delas in i följande underarter:
- N. c. bassacense
- N. c. beccarianum
- N. c. dasyneurum
- N. c. eriopetalum
- N. c. multinerve
- N. c. ophiodes
- N. c. robustum